# Ordine di San Giorgio e San Costantino
L'Ordine di San Giorgio e San Costantino (in greco: Βασιλικό και οικογενειακό τάγμα Αγίων Γεωργίου και Κωνσταντίνου, Vasiliko ke ikogeniako tagma Agion Georgiou ke Konstantinou) fu fondato nel 1936 da Giorgio II di Grecia in memoria dei sovrani greci Giorgio I e Costantino I, ma anche dei santi ortodossi Giorgio e Costantino. L'ordine è riservato solo ai maschi e veniva concesso dal sovrano come Gran maestro, carica che oggi detiene invece il capo della Casa reale greca. L'equivalente femminile dell'Ordine di San Giorgio e San Costantino è l'Ordine di Sant'Olga e Santa Sofia .

## Ordine

### Classi dell'ordine
- Collana
- Gran Croce
- Gran Commendatore
- Commendatore
- Croce d'Oro
- Croce d'Argento

Tutte le insegne delle classi potevano anche essere concesse con spade.

### Insegne dell'ordine

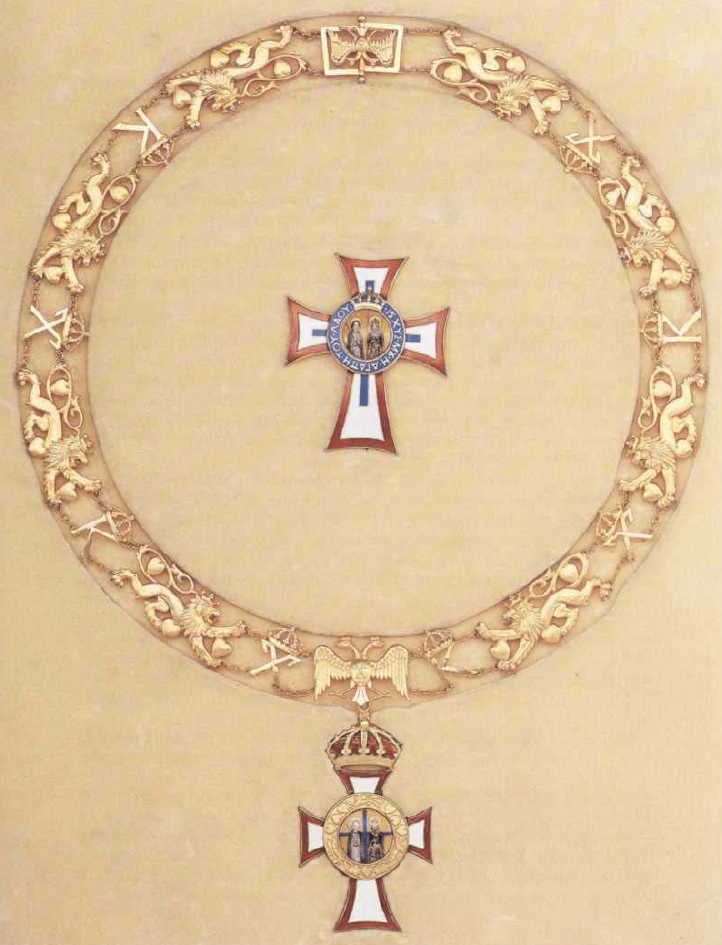
Collare e placca dell'Ordine di San Giorgio e San Costantino di Grecia

L'insegna principale dell'ordine è costituita da una croce, in smalto bianco con una cornice spessa di colore rosso, al cui centro sono riportato le effigi dei santi Elena e Costantino, posate su uno sfondo arancione diviso da una croce blu e circondate da un contorno d'oro con incise le immagini di leoni e cuori. Tra i lati della croce vi sono due lettere Γ incrociate e sormontate da una corona. La croce è sormontata da una corona che è a sua volta issata su di un nastro color blu scuro con strisce orizzontali rosse e bianche alternate. Un'eccezione è la l'insegna della classe Croce d'Argento, che è non presenta una corona all'apice della croce e le lettere Γ, e che al posto di Sant'Elena vi è l'immagine di San Giorgio . La classe di Gran Croce dispone di una fascia, da indossare dalla spalla destra all'anca sinistra, di color blu scuro con strisce orizzontali rosse e bianche alternate. Il collare dell'ordine è costituito da una croce bianca con contorno spesso di colore rosso, al cui centro è riportata l'effigie di Sant'Elena e di San Costantino, entrambi su sfondo arancione, con una cornice d'oro che riporta le immagini di leoni e cuori, che ricordano lo stemma della casa reale danese. Il tutto è sormontato da una corona che è appesa ad un collare che riporta un'aquila bicefala e dall'alternanza dalle lettere Γ e K incoronate, che ricordano i monogrammi dei sovrani Giorgio I e Costantino I di Grecia, ma anche dei santi Giorgio e Costantino.
Per le classi di Gran Commendatore, Gran Croce e Collare è prevista anche una stella, o placca, al cui centro è riportata la medesima insegna (croce bianca con contorno rosso, effigi dei santi e monogramma reale): quella di Gran Commendatore è a forma di croce, composta appunto da quattro lati, con ulteriori quattro punti. La placca di Gran Croce è costituita da otto punte, mentre quella di Collare è formata da una croce bianca, contornata di rosso, con le effigi di Sant'Elena e San Costantino su sfondo arancione, con una cornice blu su cui è riportata la scritta in greco ΙΣΧΥΣ ΜΟΥ Η ΑΓΑΠΗ ΤΟΥ ΛΑOΥ (la mia forza è l'amore del popolo). Le classi Gran Commendatore e Commendatore sono portate al collo, mentre la placca sulla parte sinistra del petto . 

### Insigniti dell'ordine

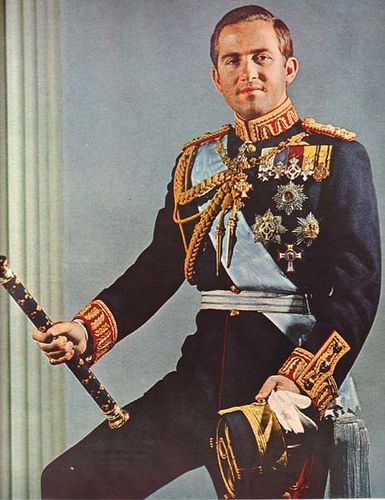
Costantino II con le insegne di Collare dell'Ordine dei santi Giorgio e Costantino

Ad essere insigniti dell'ordine furono maggiormente i membri della Casa reale di Grecia, in particolare con la classe di Collare, ma alcuni anche di Gran Croce. L'ordine fu concesso anche a reali di famiglie reali straniere sempre con la classe di collare. Membri della casa reale greca:
- Giorgio II di Grecia (fondatore) [4][5]
- Paolo di Grecia [6][7]
- Costantino II di Grecia [8]
- Paolo di Grecia (1967) [9]
- Giorgio di Grecia [10][11]
- Nicola di Grecia [10]
- Michele di Grecia [12]
- Pietro di Grecia [13]
- Carlos Morales Quintana (Gran Croce) [14]
- Raimondo, II della Torre e Tasso (Gran Croce) [15]

Membri di case reali straniere:
- Ernesto Augusto di Brunswick [10]
- Filippo di Edimburgo [16][17]
- Federico IX di Danimarca [18][19]
- Gustavo VI Adolfo di Svezia [18][19]
- Olav V di Norvegia [18][19][20]
- Juan Carlos di Spagna [18]
- Giorgio Guglielmo di Hannover [18]
- Amedeo di Savoia-Aosta [18]
- Michele I di Romania [20]
- Giovanni di Borbone-Spagna [20]
- Hailé Selassié d'Etiopia [21]
- Ernesto Augusto di Hannover [22]